# Obiectivul de Dezvoltare Durabilă 15
Obiectivul de dezvoltare durabilă 15 (ODD 15 sau Obiectivul Global 15) - „Viața terestră” este unul dintre cele 17 Obiective de Dezvoltare Durabilă adoptate de Națiunile Unite în 2015. Potrivit Organizației Națiunilor Unite, obiectivul este: „Protejarea, restaurarea și promovarea utilizării durabile a ecosistemelor terestre, gestionarea durabilă a pădurilor, combaterea deșertificării, oprirea și inversarea degradării terenurilor și oprirea pierderii biodiversității”.
Obiectivul are 12 ținte care urmează să fie atinse până în 2030. Primele nouă sunt ținte de rezultat: conservarea și restaurarea ecosistemelor terestre și de apă dulce, oprirea defrișării și refacerea pădurilor degradate, combaterea deșertificării și refacerea terenurilor degradate, conservarea ecosistemelor montane, protejarea biodiversității si habitatelor naturale, protejarea accesului la resursele genetice și împărțirea echitabilă a beneficiilor, eliminarea braconajului și traficului de specii protejate, prevenirea infiltrării speciilor exotice invazive pe uscat și în ecosistemele acvatice și integrarea ecosistemului și a biodiversității în planificarea guvernamentală. Celelalte trei ținte sunt mijloace de implementare: creșterea resurselor financiare pentru conservarea și utilizarea în mod durabil a ecosistemului și biodiversității, finanțarea și stimularea gestionării durabile a pădurilor, combaterea braconajului și a traficului la nivel global.
Un raport anual care evaluează progresul către Obiectivele de Dezvoltare Durabilă este pregătit de către Secretarul General al Națiunilor Unite.

## Context
Obiectivul de Dezvoltare Durabilă 15 - Viața terestră are rolul de a urmări protejarea, conservarea, restaurarea și utilizarea în mod durabil a terenurilor, pădurilor și resurselor terestre, precum și oprirea pierderii biodiversității pentru o dezvoltare durabilă.
Lumea se confruntă cu o triplă criză: încălzirea globală, poluarea și pierderea biodiversității. Tendințele crescânde de pierdere a pădurilor, degradarea terenurilor și dispariția speciilor reprezintă o amenințare gravă atât pentru planetă, cât și pentru oameni.
Pădurile acoperă aproape 31% din suprafața globală și găzduiesc peste 80% din toate speciile terestre de animale, plante și insecte. Cu toate acestea, biodiversitatea scade mai repede decât în orice alt moment al istoriei omenirii. 
La nivel global, o cincime din suprafața terestră este degradată, o zonă aproape de dimensiunea Indiei și a Federației Ruse la un loc. Degradarea terenurilor conduce la dispariția speciilor și la intensificarea schimbărilor climatice. Între 2015 și 2019, cel puțin 100 de milioane de hectare de teren sănătos și productiv au fost degradate în fiecare an, afectând viețile a 1,3 miliarde de oameni.
Expansiunea agriculturii este cauza directă a aproape 90% din defrișări. Acest lucru este în legătură directă cu sistemele alimentare, de exemplu recoltarea palmierului de ulei a reprezentat 7% din defrișările globale din 2000 până în 2018.
În fiecare an, aproximativ două milioane de oameni, majoritatea din țări cu venituri mici și medii, mor din cauza bolilor zoonotice neglijate. Aceleași focare pot cauza boli grave, decese și pierderi de productivitate în rândul populațiilor de animale din țările în curs de dezvoltare, o problemă majoră care ține sute de milioane de fermieri la scară mică în sărăcie severă. Numai în ultimele două decenii, bolile zoonotice au provocat pierderi economice de peste 100 de miliarde de dolari, fără a include costurile cauzate de pandemia COVID-19.

## Ținte, indicatori și progres
ONU a definit 12 ținte și 14 indicatori pentru ODD 15. Cinci dintre ținte urmează să fie atinse până în anul 2020, două până în anul 2030, iar restul nu prevăd un termen limită. Cele 12 ținte sunt: conservarea și refacerea ecosistemelor terestre și de apă dulce (15.1), oprirea defrișărilor și refacerea pădurilor degradate (15.2), oprirea deșertificării și refacerea terenurilor degradate (15.3), conservarea ecosistemelor montane (15.4), protejarea biodiversității și a habitatelor naturale (15.5), protejarea accesului la resursele genetice și împărțirea echitabilă a beneficiilor (15.6), eliminarea braconajului și traficului de specii protejate (15.7), prevenirea infiltrării speciilor exotice invazive pe uscat și în ecosistemele acvatice (15.8), integrarea ecosistemelor și a biodiversității în planificarea guvernamentală (15.9), creșterea resurselor financiare pentru conservarea și utilizarea durabilă a ecosistemului și a biodiversității (15.a), finanțarea și stimulerea managementului durabil al pădurilor (15.b) și combaterea braconajului și a traficului global (14.c).

### Ținta 15.1: Conservarea și restaurarea ecosistemelor terestre și de apă dulce

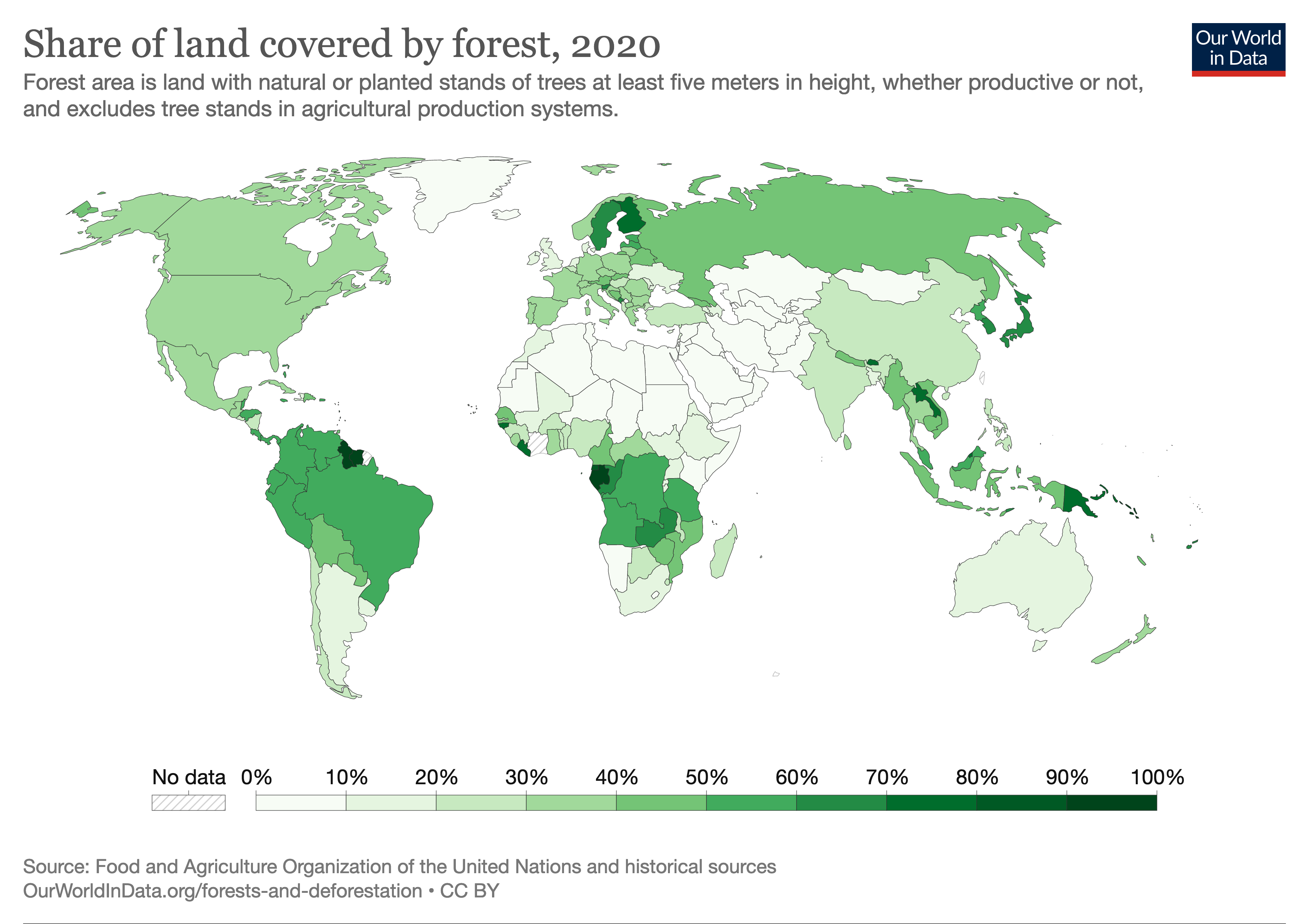
Harta lumii pentru indicatorul 15.1.1: Ponderea pădurilor din suprafața totală a terenurilor

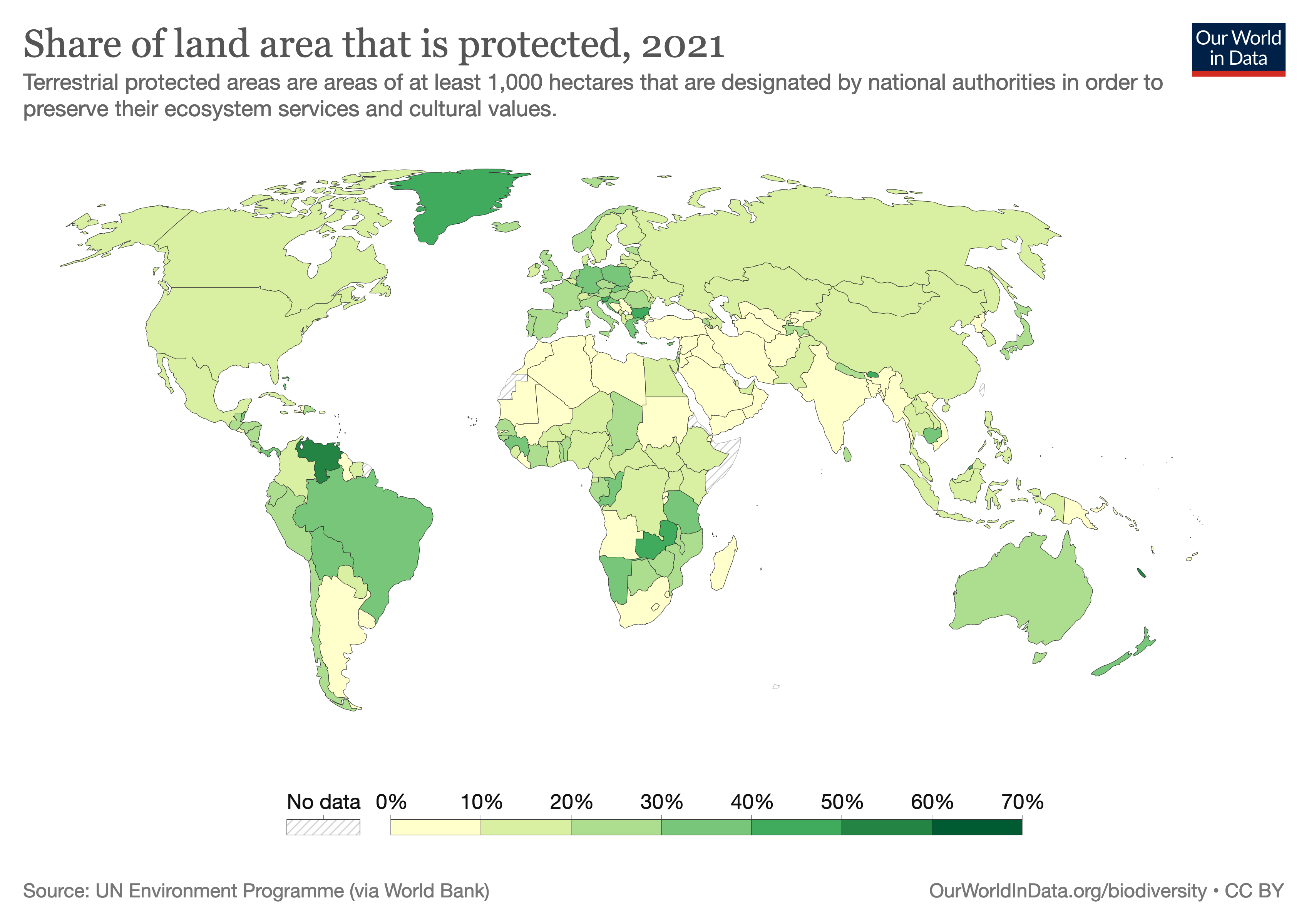
Harta lumii pentru indicatorul 15.1.2: Ponderea ariilor terestre protejate din suprafața totală a terenurilor

Textul integral al Țintei 15.1 este: „Până în 2020, asigurarea conservării, restaurării și utilizării durabile a ecosistemelor terestre și interioare de apă dulce și a serviciilor acestora, în special a pădurilor, zonelor umede, munților și zonelor uscate, în conformitate cu obligațiile prevăzute de acorduri internaționale”.
Această țintă are doi indicatori:
- indicatorul 15.1.1: „Suprafața pădurii ca proporție din suprafața totală a terenului”,
- indicatorul 15.1.2: „Ponderea siturilor importante pentru biodiversitatea terestră și de apă dulce care sunt acoperite de arii protejate, după tipul de ecosistem”.

Pădurile acoperă aproximativ 4 miliarde de hectare sau 30,7% din suprafața terestră totală, 93% dintre păduri fiind naturale și 7% plantate. Suprafața de pădure este definită ca terenul aflat sub grupuri naturale sau plantate de arbori de cel puțin 5 metri înălțime in situ. Copacii pot fi fie productivi, fie neproductivi și nu trebuie să includă plantații de fructe și sisteme agroforestiere sau arbori din parcuri și grădini urbane. Ariile protejate sunt definite de trei indicatori: 1) proporția din suprafața totală terestră clasificată ca protejată, 2) proporția de situri importante de biodiversitate terestră care sunt protejate și 3) proporția de situri importante de biodiversitate de apă dulce care sunt protejate.
Adunarea Generală a Națiunilor Unite a definit managementul durabil al pădurilor ca fiind un concept dinamic și în evoluție, care urmărește menținerea și sporirea valorilor economice, sociale și de mediu ale tuturor tipurilor de păduri, în beneficiul generațiilor prezente și viitoare (Rezoluția A/RES/62/98). Acesta își propune să găsească un echilibru între cererile tot mai mari de produse forestiere și beneficii, precum și păstrarea sănătății și diversității pădurilor.
Indicatorul ODD 15 este compus din cinci sub-indicatori care măsoară progresul către toate dimensiunile managementului durabil al pădurilor. Acestea asigură analizarea managementului zonelor forestiere și evaluează aceste zone în funcție de standardele naționale și internaționale.

### Ținta 15.2: Oprirea defrișărilor și refacerea pădurilor degradate

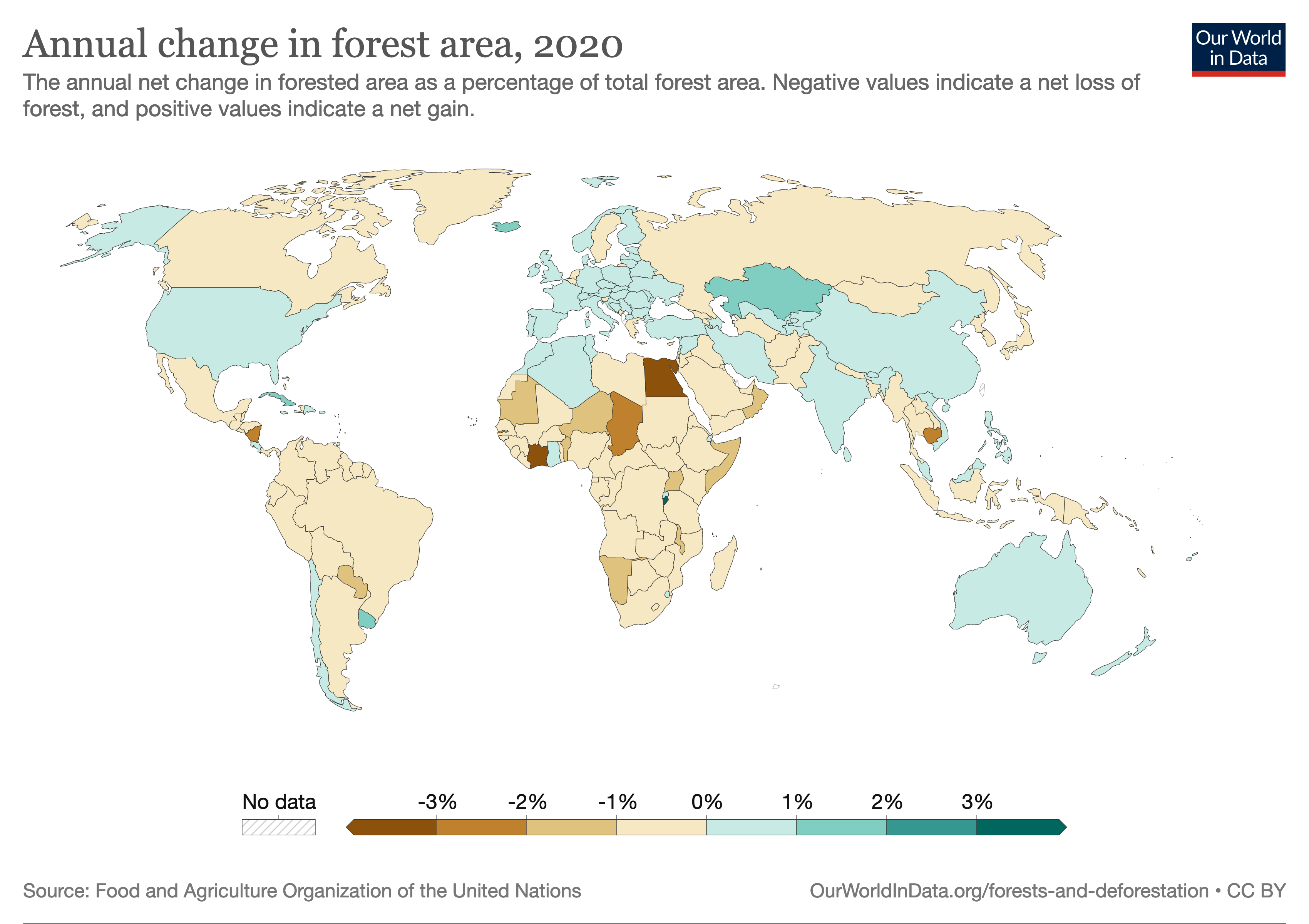
Harta lumii pentru indicatorul 15.2.1: Rata anuală de modificare a suprafeței pădurilor

Textul integral al Țintei 15.2 este: „Până în 2020, implementarea managementului durabil al tuturor tipurilor de păduri, oprirea defrișărilor, refacerea pădurilor degradate și creșterea substanțială a suprafețelor împădurite și reîmpădurite la nivel global".
Această țintă are un singur indicator: indicatorul 15.2.1 reprezintă „Progresul către managementul durabil al pădurilor”. 
Pădurile au un rol semnificativ în reducerea riscului de dezastre naturale, inclusiv inundații, secete, alunecări de teren și alte evenimente extreme. La nivel global, pădurile atenuează schimbările climatice prin captarea carbonului, contribuie la echilibrul de oxigen, dioxid de carbon și umiditate din aer și protejează bazinele hidrografice, care furnizează 75% din apa dulce la nivel mondial.

### Ținta 15.3: Oprirea deșertificării și refacerea terenurilor degradate

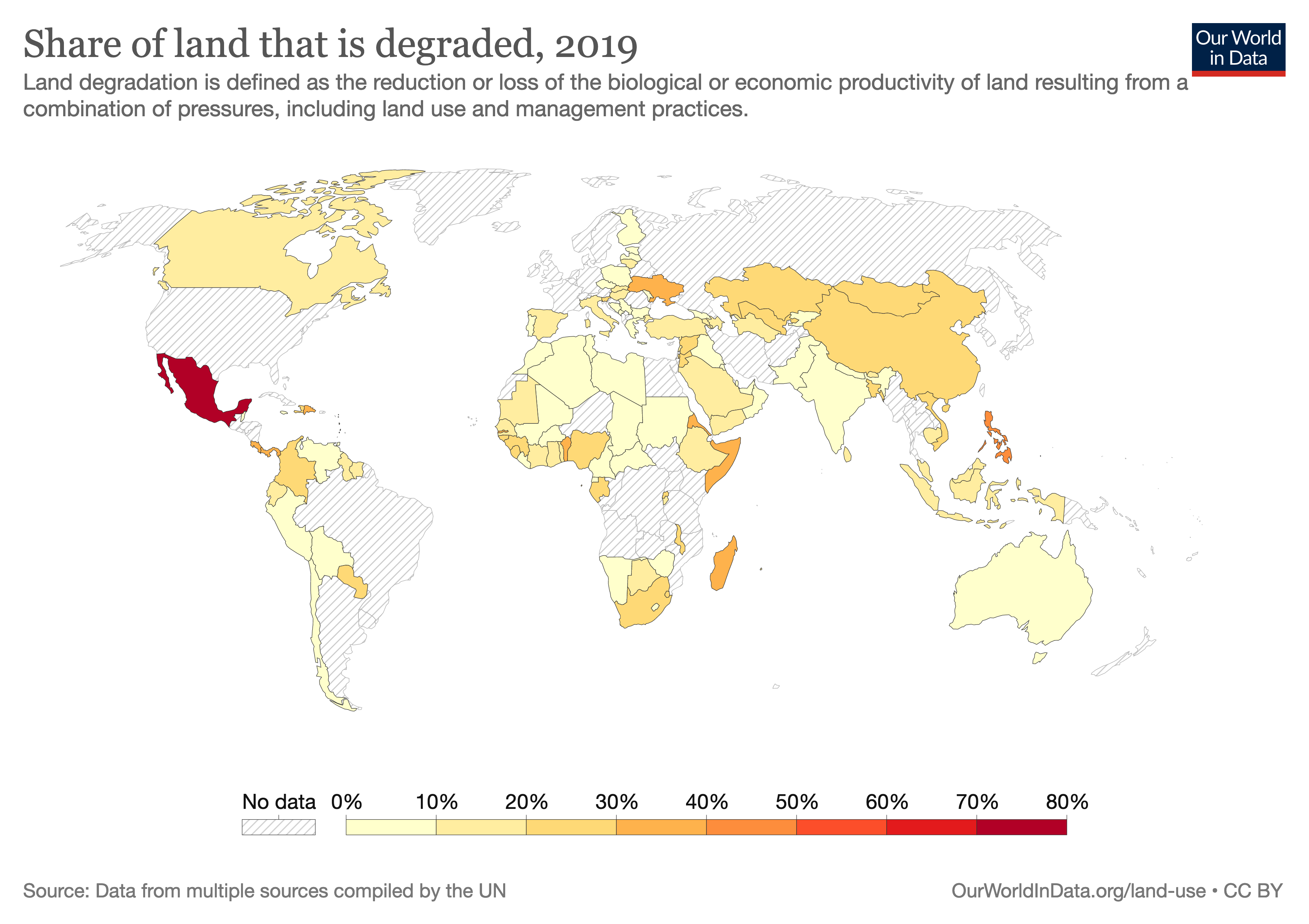
Harta lumii pentru indicatorul 15.3.1: Ponderea terenurilor degradate din suprafața totală a terenurilor

Textul integral al Țintei 15.3 este: „Până în 2030, combaterea deșertificării, refacerea terenurilor și solurilor degradate, inclusiv a terenurilor afectate de deșertificare, secetă și inundații și depunerea de eforturi pentru a atinge neutralitatea din punctul de vedere al degradării terenurilor
".
Această țintă are un singur indicator: indicatorul 15.3.1 reprezintă „Ponderea terenurilor degradate față de suprafața totală a terenurilor”. 
Deșertificarea afectează până la o șesime din populația lumii, 70% din zonele uscate și un sfert din suprafața totală a pământului. De asemenea, duce la răspândirea sărăciei și la degradarea a miliarde de hectare de terenuri agricole.

### Ținta 15.4: Conservarea ecosistemelor montane

Harta lumii pentru indicatorul 15.4.1: Indicele suprafețelor montane acoperite cu vegetație

Textul integral al Țintei 15.4 este: „Până în 2030, asigurarea conservării ecosistemelor montane, inclusiv a biodiversității acestora, pentru a le spori capacitatea de a oferi beneficii esențiale pentru dezvoltarea durabilă". 
Această țintă are doi indicatori:
- indicatorul 15.4.1: „Ponderea suprafeței ariilor protejate față de suprafața totală a siturilor importante pentru biodiversitatea montană”,
- indicatorul 15.4.2: „Indicele suprafețelor montane acoperite cu vegetație (Mountain Green Cover Index)[n 1]”.

Indicele suprafețelor montane acoperite cu vegetație măsoară ponderea suprafețelor montane acoperite de zone verzi și capacitatea acelor zone de a-și îndeplini rolurile ecosistemice. În 2017, 76% din zonele montane ale lumii erau acoperite de vegetație, inclusiv păduri, arbuști, pajiști și terenuri agricole.

### Ținta 15.5: Protejarea biodiversității și a habitatelor naturale

Harta lumii pentru indicatorul 15.5.1: Indicele «Listei roșii»

Textul integral al Țintei 15.5 este: „Adoptarea de măsuri urgente și semnificative pentru a reduce degradarea habitatelor naturale, oprirea pierderii biodiversității și, până în 2020, protejarea și prevenirea dispariției speciilor amenințate".
Această țintă are un singur indicator: indicatorul 14.5.1 reprezintă „Indicele «Listei roșii»”.
Indicele «Listei roșii» (Red List Index) prezintă tendințele riscului general de extincție pentru grupuri de specii. O valoare de „1” înseamnă că nivelul riscului de extincție pentru toate speciile din grup este clasificat ca „redus”, prin urmare nu se așteaptă ca vreuna să dispară în viitorul apropiat. O valoare de „0” indică faptul că toate speciile au dispărut deja.
Un raport din 2018 afirmă că „biodiversitatea trebuie integrată în aceste sectoare și planificarea spațială trebuie integrată în consecință”.

### Ținta 15.6: Protejarea accesului la resursele genetice și împărțirea echitabilă a beneficiilor

Harta lumii pentru indicatorul 15.6.1: Numărul de țări care au adoptat cadre legislative, administrative și de politici pentru a asigura partajarea echitabilă a beneficiilor conform Protocolului de la Nagoya

Textul integral al Țintei 15.6 este: „Promovarea partajării echitabile a beneficiilor care decurg din utilizarea resurselor genetice și promovarea accesului adecvat la aceste resurse, conform acordurilor internaționale".
Această țintă are un singur indicator: indicatorul 15.6.1 reprezintă „Numărul de țări care au adoptat cadre legislative, administrative și de politici pentru a asigura partajarea echitabilă a beneficiilor”.
Indicatorul este utilizat pentru a monitoriza participarea țărilor la protocoalele legate de promovarea și partajarea resurselor genetice pentru plante, alimente și agricultură.

### Ținta 15.7: Combaterea braconajului și a traficului de specii protejate
Textul integral al Țintei 15.7 este: „Măsuri urgente pentru a pune capăt braconajului și traficului de specii protejate de floră și faună, abordând atât cererea, cât și oferta de comercializare ilegală a speciilor sălbatice".
Această țintă are un singur indicator: indicatorul 15.7.1 reprezintă „Ponderea speciilor sălbatice comercializate care au fost braconate sau traficate ilicit”.
În general, politicile de comercializare a speciilor sălbatice care stimulează utilizarea durabilă au, de obicei, efecte pozitive mai rapide asupra populațiilor de animale sălbatice decât interdicțiile comerciale directe.
Pentru acest indicator nu sunt disponibile date.

### Ținta 15.8: Prevenirea infiltrării speciilor exotice invazive pe uscat și în ecosistemele acvatice
Textul integral al Țintei 15.8 este: „Până în 2020, introducerea unor măsuri pentru prevenirea răspândirii și reducerea semnificativă a impactului speciilor exotice invazive asupra ecosistemelor terestre și acvatice și controlul sau eradicarea speciilor prioritare".
Această țintă are un singur indicator: indicatorul 15.8.1 reprezintă „Ponderea țărilor care adoptă legislație națională relevantă și dețin resurse adecvate pentru prevenirea sau controlul speciilor exotice invazive”.
Braconajul și traficul de animale sălbatice amenință biodiversitatea și ecosistemele, precum și mijloacele de trai, bunăstarea și securitatea locală. Traficul este, în mod normal, asociat crimei organizate și este facilitat de corupție și de guvernarea slabă.

### Ținta 15.9: Integrarea ecosistemului și a biodiversității în planificarea guvernamentală

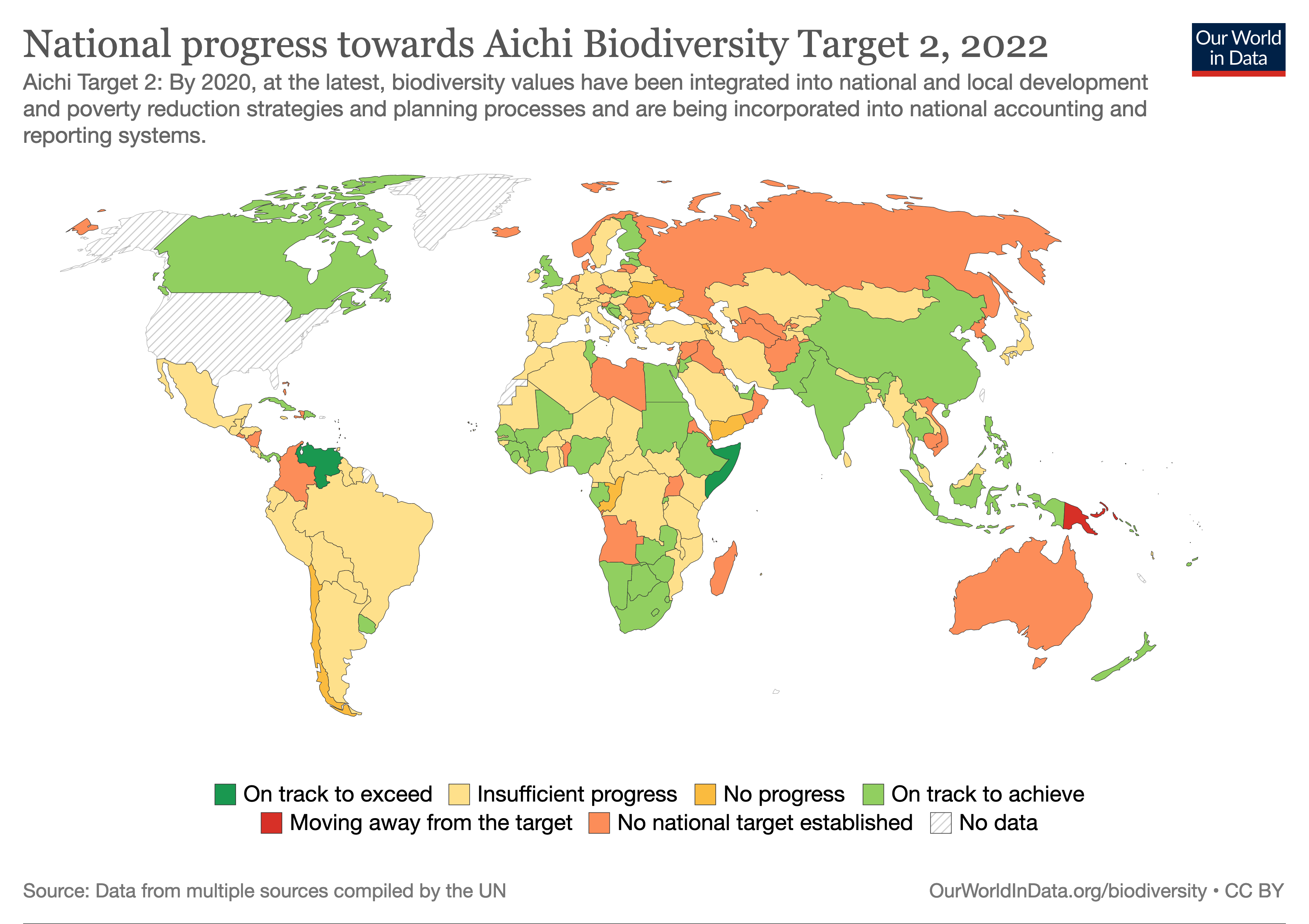
Harta lumii pentru indicatorul 15.9.1: Numărul de țări care și-au stabilit ținte naționale în conformitate cu Ținta Aichi pentru biodiversitate 2

Textul integral al Țintei 15.9 este: „Până în 2020, integrarea valorilor ecosistemului și biodiversității în planificarea națională și locală, procesele de dezvoltare, strategiile și conturile de reducere a sărăciei".
Această țintă are un singur indicator: indicatorul 15.9.1 reprezintă „(a) Numărul de țări care și-au stabilit ținte naționale în conformitate cu sau similar Țintei Aichi pentru biodiversitate 2 din Planul strategic pentru biodiversitate 2011-2020 în strategia și planurile de acțiune naționale în materie de biodiversitate și progresul raportat către aceste ținte și (b) integrarea biodiversității în sistemele naționale de contabilitate și raportare, definită ca implementarea Sistemului de contabilitate economic și de mediu”. „Ținta Aichi pentru biodiversitate 2” abordează cauzele care stau la baza pierderii biodiversității.

### Ținta 15.a: Creșterea resurselor financiare pentru a conserva și utiliza în mod durabil ecosistemele și biodiversitatea

Harta lumii pentru indicatorul 15.a.1: Valoarea totală a Asistenței Oficiale pentru Dezvoltare alocată conservării biodiversității, după beneficiar

Textul integral al Țintei 15.a este: „Mobilizarea și creșterea semnificativă a resurselor financiare din toate sursele pentru a conserva și utiliza în mod durabil biodiversitatea și ecosistemele".
Această țintă are un singur indicator: indicatorul 15.a.1 reprezintă „(a) Valoarea totală a Asistenței Oficiale pentru Dezvoltare destinată conservării și utilizării durabile a biodiversității și (b) veniturile generate și finanțarea mobilizată din instrumente economice relevante pentru biodiversitate”. 
Deși sunt indicatori diferiți, pentru monitorizarea indicatorilor 15.a.1 și 15.b.1 se utilizează aceleași date.

### Ținta 15.b: Finanțarea și stimularea managementului durabil al pădurilor
Textul integral al Țintei 15.b este: „Mobilizarea de resurse semnificative din toate sursele și la toate nivelurile pentru a finanța gestionarea durabilă a pădurilor și pentru a oferi stimulente adecvate țărilor în curs de dezvoltare pentru a promova un astfel de management, inclusiv pentru conservare și reîmpădurire".
Această țintă are un singur indicator: indicatorul 15.b.1 reprezintă „(a) Valoarea Asistenței Oficiale pentru Dezvoltare destinată conservării și utilizării durabile a biodiversității și (b) veniturile generate și finanțarea mobilizată din instrumente economice relevante pentru biodiversitate”. 
Acest obiectiv vizează mobilizarea resurselor la toate nivelurile pentru finanțarea managementului durabil al pădurilor. Planul Strategic al Națiunilor Unite pentru Păduri 2017-2030 (United Nations Strategic Plan for Forests 2017-2030 - UNSPF) prezintă un cadru global pentru acțiuni la toate nivelurile pentru gestionarea durabilă a pădurilor și oprirea despăduririi și a degradării pădurilor.

### Ținta 15.c: Combaterea braconajului și traficului global

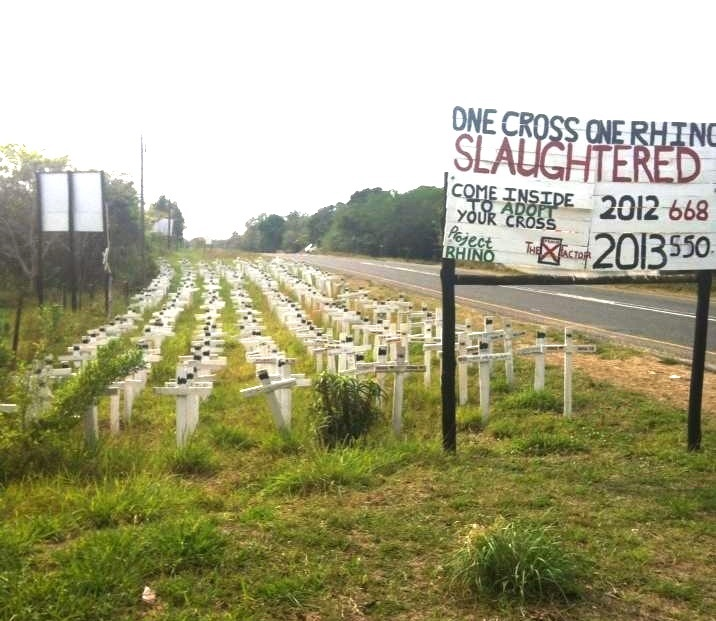
Memorialul rinocerilor uciși de braconieri în apropierea estuarului Sf. Lucia, Africa de Sud

Textul integral al Țintei 15.c este: „Consolidarea sprijinului global pentru eforturile de combatere a braconajului și a traficului de specii protejate, inclusiv prin creșterea capacității comunităților locale de a beneficia de oportunități durabile de trai".
Această țintă are un singur indicator: indicatorul 14.c.1 reprezintă „Ponderea animalelor sălbatice comercializate care provin din braconaj sau trafic ilicit”.
Comerțul ilegal și traficul de animale au crescut semnificativ devenind una dintre cele mai mari piețe negre din lume, evaluată la zeci de miliarde de dolari. Provocările privind combaterea braconajului și traficului la nivel global trebuie abordate prin aplicarea legilor și consolidarea instituțiilor.

### Agenții custode
Agențiile custode au sarcina de a măsura progresul indicatorilor.
- pentru indicatorul 15.1.1, 15.2.1 și 15.4.2: Organizația pentru Alimentație și Agricultură (FAO)
- pentru indicatorul 15.1.2: Programul Națiunilor Unite pentru Mediu-Centrul Mondial de Monitorizare a Conservării (UNEP-WCMC) și Programul Națiunilor Unite pentru Mediu (UNEP)
- pentru indicatorul 15.3.1 și 15.4.1: Convenția Națiunilor Unite pentru Combaterea Deșertificării (UNCCD)
- pentru indicatorul 15.5.1 și 15.8.1: Uniunea Internațională pentru Conservarea Naturii (IUCN)
- pentru indicatorul 15.6.1: Convenția privind diversitatea biologică (CBD)
- pentru indicatorul 15.7.1 și 15.c.1: Oficiul Națiunilor Unite pentru Droguri și Criminalitate și Convenția pentru comerțul internațional cu specii pe cale de dispariție (CITIES)
- pentru indicatorul 15.9.1: Convenția privind diversitatea biologică (CBD)și Programul Națiunilor Unite pentru Mediu (UNEP)
- pentru indicatorul 15.a.1, 15.6.1 și 15.b.1: Organizația pentru Cooperare și Dezvoltare Economică (OCDE), Programul Națiunilor Unite pentru Mediu (UNEP) și Banca Mondială (BM)

## Provocări
În 2023, exista un decalaj de aproximativ 700 de miliarde de dolari în sprijinul financiar destinat țărilor cu venituri mici pentru protejarea biodiversității.

### Impactul pandemiei de COVID-19
În 2020, s-au înregistrat progrese pe termen scurt în ceea ce privește ODD-urile 12, 13 și 15 privind producția și consumul durabile, acțiunea climatică și conservarea biodiversității, dar acestea au fost rapid anulate odată ce restricțiile au fost ridicate. Acest lucru se aplică și emisiilor de CO2, care au scăzut în economiile majore în perioadele de carantină, dar au revenit rapid la nivelurile de dinaintea pandemiei după ridicarea restricțiilor. Se estimează că defrișările au crescut cu 12% din 2019 până în 2020, iar consumul de plastic și generarea deșeurilor au crescut, de asemenea, în timpul pandemiei.

## Monitorizare și progres
Forumul Politic la Nivel Înalt pentru Dezvoltare Durabilă al ONU (High-level Political Forum on Sustainable Development - HLPF) se întrunește în fiecare an pentru monitorizarea globală a ODD, sub auspiciile Consiliului Economic și Social al Națiunilor Unite. Rapoartele de progres la nivel înalt pentru toate ODD-urile sunt publicate de Secretarul General al Națiunilor Unite. Actualizările și progresele pot fi găsite și pe site-ul SDG, care este gestionat de Departamentul Națiunilor Unite pentru Afaceri Economice și Sociale, Divizia de Statistică a Organizației Națiunilor Unite sau pe site-ul Our World in Data.
Conform reuniunii grupului de experți în pregătirea Forumului Politic la Nivel Înalt pentru Dezvoltare Durabilă din 2018, ODD 15 necesită mai mulți indicatori în domenii precum menținerea ponderii pădurilor, eficiența managementului zonelor protejate și integrarea semnificativă a biodiversității în alte procese.

## Legături cu alte ODD
Obiectivele de Dezvoltare Durabilă sunt interdependente, majoritatea obiectivelor pot fi atinse doar atunci când sunt atinse și altele. Iar atingerea oricărui obiectiv individual tinde să ajute la atingerea celorlalte obiective.
Impactul ODD 15 asupra egalității de gen (ODD 5 - Egalitatea de gen) este, de asemenea, semnificativ. În multe părți ale lumii, femeile sunt fermiere, în special femeile sărace care trăiesc în zonele rurale. Acestea reprezintă principala forță de muncă în creșterea culturilor, depind adesea de păduri pentru combustibil, furaj și hrană. Proprietatea lor limitată asupra terenului le reduce capacitatea de a compensa pierderile sau de a decide cum să-l folosească. Prin protejarea biodiversității și implicit a productivității agricole, se poate asigura, de asemenea, un progres în privința egalității de gen. Pe de altă parte, dacă starea pădurilor și regenerarea se îmbunătățesc, femeile vor obține o influență politică mai mare.
Pentru ODD 6 - Apă curată și canalizare și ODD 7 - Energie curată și la prețuri accesibile, sunt importante disponibilitatea și calitatea apei din funcționarea ecosistemelor, în special a sistemului ecologic forestier. Protejarea biodiversității și menținerea integrității zonelor umede și pădurilor joacă un rol imens în privința disponibilității și refacerii pe cale naturală a resurselor de apă dulce, deoarece ecosistemele naturale acționează ca filtre pentru a curăța apa și o protejează de contaminanți care pot dăuna sănătății animale sau umane.
ODD 15 are o legătură directă cu ODD 8 - Muncă decentă și creștere economică prin agricultura și turismul cu randament ridicat, care atrage turiști prin ecosisteme protejate și medii biodiverse, sporind astfel randamentele economice.
Conservarea biodiversității joacă un rol vital în sprijinirea atenuării și adaptării la schimbările climatice. Pădurile de mangrove, de exemplu, reprezintă aproximativ 1% din captarea carbonului de către pădurile lumii, dar aproximativ 14% de către oceanul global. Prin urmare, un impact negativ asupra habitatelor de mangrove poate duce la emisii foarte mari de gaze cu efect de seră. Impactul activităților terestre asupra ecosistemelor, cum ar fi agricultura, ocuparea terenurilor și dezvoltarea urbană, demonstrează legăturile strânse ale ODD 15 cu ODD 13 - Acțiune climatică și ODD 14 - Viața marină, precum și importanța managementului general al tuturor celor trei Obiective de Dezvoltare Durabilă.